# 广东能源集团
广东省能源集团有限公司（英語：Guangdong Energy Group Co., Ltd.，简称GEG），简称广东能源集团，是广东省规模最大的能源企业、中国最大的省级国有发电企业，由广东省人民政府和华能集团分别持有76%和24%股权。旗下拥有上市公司广东电力发展股份有限公司（粤电力）。

## 历史
2001年8月8日，广东省率先在全国推行电力体制改革，组建成立广东省粤电资产经营有限公司，是全国首家实现“厂网分开”的发电企业。2003年，更名为广东省粤电集团有限公司。
2006年12月28日，广东省国资委通过协议转让方式，将粤电集团24%的股权以100.32亿的价格转让给央企华能集团，华能集团成为粤电集团的第二大股东。
2019年2月18日，更名为广东省能源集团有限公司。

## 子公司

### 火电
- 广东省韶关粤江发电有限责任公司（韶关发电厂）
- 广东省沙角（C厂）发电公司（沙角发电厂）
- 珠海经济特区广珠发电有限责任公司（珠海电厂）
- 广东粤电云河发电有限公司
- 广东粤电中山热电厂有限公司
- 广东粤华发电有限责任公司（广州黄埔发电厂）
- 广东粤电新会发电有限公司
- 深圳市广前电力有限公司（深圳前湾燃机电厂）
- 广东粤电博贺能源有限公司
- 广东能源茂名热电厂有限公司
- 湛江电力有限公司（湛江发电厂）
- 湛江中粤能源有限公司
- 广东惠州平海发电厂有限公司
- 广东红海湾发电有限公司（汕尾电厂）
- 广东粤电靖海发电有限公司（惠来电厂）

### 水电
- 广州流溪河水电厂
- 河源新丰江水电站、枫树坝水电厂
- 梅州青溪水电厂、长潭水电厂
- 韶关南水水电厂
- 清远长湖水电厂
- 天生桥一级水电站

### 新能源
- 广东省电力开发有限公司
- 广东省风力发电有限公司
- 广东粤电湛江生物质发电有限公司
- 广东粤电湛江风力发电有限公司

### 能源服务
- 广东粤电电力销售有限公司
- 广东粤电环保有限公司
- 广东粤电航运有限公司
- 广东海运股份有限公司
- 广东粤电置业投资有限公司
- 广东粤电信息科技有限公司

### 投资
- 超康投资有限公司